# Zeta Librae
Zeta Librae (35 Librae) é uma estrela na direção da constelação de Libra. Possui uma ascensão reta de 15h 32m 55.23s e uma declinação de −16° 51′ 10.1″. Sua magnitude aparente é igual a 5.53. Considerando sua distância de 769 anos-luz em relação à Terra, sua magnitude absoluta é igual a −1.33. Pertence à classe espectral B3V.